# Jan Hendriks
Jan Hendriks (eigentlich Heinz Joachim Hinz; * 6. Dezember 1928 in Berlin; † wahrscheinlich am 13. Dezember 1991 ebenda) war ein deutscher Schauspieler und Synchronsprecher.

## Leben und Werk
Hendriks besuchte Ende der 1940er-Jahre die Schauspielschule des Hebbel-Theaters in Berlin. Zunächst war er am Schlosspark-Theater unter Boleslaw Barlog in Berlin engagiert und spielte erste große Theaterrollen. Von da an zog es ihn immer wieder zum Theater (u. a. in Berlin, Hamburg, München). Der Filmregisseur Robert A. Stemmle engagierte ihn für seinen Film Sündige Grenze (1951), Hendriks Debütfilm. Für diesen Film erhielt er als erster Schauspieler den Deutschen Filmpreis als bester Nachwuchsschauspieler. 1952 spielte er an der Seite von Johanna Matz unter der Regie von Georg Hurdalek in der Literaturverfilmung Der große Zapfenstreich die Hauptrolle. Es folgten weitere Filmhauptrollen.
1953 erhielt er eine Haftstrafe für einen von ihm verursachten Verkehrsunfall unter Alkoholeinfluss. Dies bedeutete eine kurze Unterbrechung seiner Karriere. Danach agierte der Charakterdarsteller in über 90 Haupt- und Nebenrollen bei Film und Fernsehen bis Mitte der 1980er-Jahre. 1958 spielte er in der mehrfach preisgekrönten und sogar für den Oscar nominierten Filmkomödie Helden. Für Schlagzeilen sorgte auch 1959 eine Anklage auf Grundlage des damals noch existierenden § 175 StGB. Er wurde zu einer Geldstrafe verurteilt. Nach einem schweren Motorradunfall lag er 1963 mehrere Monate im Koma, trug aber keine bleibenden Schäden davon.
In den 1960er-Jahren war er in einigen Edgar-Wallace-Filmen zu sehen. Daneben war Hendriks in den 1960er-Jahren als Synchronsprecher tätig und lieh seine Stimme u. a. Humphrey Bogart (Der versteinerte Wald), Anthony Quinn (Guadalkanal – die Hölle im Pazifik), Robert Stack (Sein oder Nichtsein) und Robert Stephens (Cleopatra). Ende der 1960er-Jahre endete seine Filmarbeit. Ab den 1950er-Jahren war er auch im Fernsehen tätig und spielte in mehreren Serien mit. Von 1977 bis 1986 spielte er neben Siegfried Lowitz in der Fernsehserie Der Alte den Kriminalkommissar Martin Brenner. Gelegentlich war er auch an Theatertourneen engagiert, wo er 1988 in seiner letzten Rolle auftrat.
Hendriks wurde am 17. Dezember 1991 in seiner Berliner Wohnung von der Polizei tot aufgefunden, nachdem diese von Nachbarn verständigt wurde. Er war einige Tage nach seinem 63. Geburtstag dort einsam gestorben und wurde erst Tage später entdeckt. Als Todesursache wurde in der Presse die Immunschwächekrankheit AIDS genannt. Darüber hinaus war er auch seit Jahren an Diabetes erkrankt. Nach selbstgewählter, monatelanger Isolation war Hendriks in seiner Wohnung verhungert. Das Gerücht, dass er verarmt war, wurde durch eine sechsstellige Geldsumme in seinem Nachlass widerlegt. Sein Grab befindet sich in Berlin-Schöneberg auf dem II. städtischen Friedhof Eythstraße.

## Filmografie
- 1944: Der Engel mit dem Saitenspiel
- 1944: Der grüne Salon
- 1945: Solistin Anna Alt
- 1950: Es begann mit einem Kuß
- 1951: Sündige Grenze
- 1951: Schwarze Augen
- 1952: Der große Zapfenstreich
- 1952: Königin der Arena
- 1954: Hochzeitsglocken
- 1954: Heimweh nach Deutschland
- 1954: Der Engel mit dem Flammenschwert
- 1954: Roman eines Frauenarztes
- 1954: Flash Gordon (Folge The Breath of Death; Fernsehserie)
- 1955: Frauen um Richard Wagner
- 1955: Die Barrings
- 1955: Alibi
- 1956: Keiner stirbt leicht (Fernsehfilm)
- 1956: Mein Bruder Josua
- 1957: Der Bauerndoktor von Bayrischzell
- 1957: Spielbank-Affäre
- 1957: Jägerblut
- 1958: Viel Lärm um nichts (Fernsehfilm)
- 1958: Die grünen Teufel von Monte Cassino
- 1958: Das verbotene Paradies
- 1958: Colombe (Fernsehfilm nach Jean Anouilh)
- 1958: Helden
- 1958: Nackt wie Gott sie schuf
- 1959: Bobby Dodd greift ein
- 1959: Arzt aus Leidenschaft
- 1959: Die Wahrheit über Rosemarie
- 1959: Paradies der Matrosen
- 1960: Der Jugendrichter
- 1960: Das kunstseidene Mädchen
- 1960: Schachnovelle
- 1960: Flitterwochen in der Hölle
- 1960: Mal drunter – mal drüber
- 1960: Die Insel der Amazonen
- 1961: Das Geheimnis der gelben Narzissen
- 1961: Immer wenn es Nacht wird
- 1962: Stahlnetz: Spur 211 (Fernsehreihe)
- 1962: Das Gasthaus an der Themse
- 1962: Die Tür mit den sieben Schlössern
- 1962: Der tolle Tag (Fernsehfilm)
- 1962: Das lange Weihnachtsmahl (Fernsehfilm)
- 1963: Signor Rizzi kommt zurück (Fernsehfilm)
- 1963: Der Zinker
- 1963: Mit besten Empfehlungen
- 1964: Tim Frazer – Der Fall Salinger – Durbridge-Sechsteiler
- 1964: Slim Callaghan greift ein (Folge Tanz um Mitternacht)
- 1964: Tolles Geld
- 1964: Das Kriminalmuseum (Folge Tödliches Schach; Fernsehreihe)
- 1964: Wartezimmer zum Jenseits
- 1964: Das war Buffalo Bill (Buffalo Bill, l’eroe del Far West)
- 1965: Duell vor Sonnenuntergang
- 1965: Man soll den Onkel nicht vergiften (Fernsehfilm)
- 1966: Cliff Dexter (Folge Fahrerflucht nach Mitternacht; Fernsehserie)
- 1966: Hafenpolizei (Folge Abenteuer am Sonnabend; Fernsehserie)
- 1966: Einen Schatz klaut man nicht
- 1966: Der Kaktusgarten (Fernsehfilm)
- 1967: Der Tod läuft hinterher (Fernsehfilm)
- 1967: Der Mönch mit der Peitsche
- 1968: Im Schloß der blutigen Begierde
- 1968: Mexikanische Revolution (Fernsehfilm)
- 1968: Babeck (Fernsehfilm)
- 1968: Der Mann mit dem Glasauge
- 1968: Heißes Spiel für harte Männer
- 1969: Der Kommissar (Folge Die Tote im Dornbusch; Fernsehreihe)
- 1969: Polizeifunk ruft (Folge 13 Minuten am Abgrund; Fernsehreihe)
- 1969: Percy Stuart (Folge Gespenster; Fernsehserie)
- 1969: Hotel Royal
- 1970: Heintje – Einmal wird die Sonne wieder scheinen
- 1970: Dem Täter auf der Spur (Folge Puppen reden nicht; Fernsehreihe)
- 1971: Der Kommissar (Folge Lisa Bassenges Mörder)
- 1971: Der Kurier der Kaiserin (Folge Komödianten; Fernsehserie)
- 1971: Annemarie Lesser (Fernsehfilm)
- 1972: Das Geheimnis der Mary Celeste (Fernsehfilm)
- 1972: Der Kommissar (Folge Schwester Ignatia)
- 1973: Drüben bei Lehmanns – Der neue Kiosk (Fernsehserie)
- 1974: 67 Tage – Die Republik von Uzice
- 1974: Der Kommissar (Folge Der Liebespaarmörder)
- 1975: Derrick: Zeichen der Gewalt (Fernsehserie)
- 1976: Jörg Preda berichtet (Fernsehen, 2 Episoden)
- 1976: Unter einem Dach (Folge Falschgeld; Fernsehserie)
- 1976: Derrick (Folgen Schock und Kalkutta)
- 1977–1986: Der Alte (Fernsehserie, 86 Folgen)
- 1977: Richelieu (Fernsehserie)
- 1978: Alcaptar
- 1980: Schönes Weekend, Mr. Bennett (Fernsehfilm)
- 1980: Mein Gott, Willi! (Fernsehfilm)
- 1981: St. Pauli–Landungsbrücken (Folge Vera; Fernsehserie)
- 1982: Ein gutes Land

## Theater
- 1950: Wenn der Teufel weint – Regie: Karl Meixner. Die Tribüne Berlin.
- 1951: Endstation Sehnsucht – Regie: Berthold Viertel. Schloßpark-Theater Berlin.
- 1951: Die Affaire Dreyfus – Regie: Karl Heinz Stroux. Schloßpark-Theater Berlin.
- 1953: Maria Tudor – Regie: Curt Goetz-Pflug und Frank Lothar. Die Tribüne Berlin.
- 1955: Leihhaus-Legende – Regie: Ottokar Runze. Theaterklub im British Centre West-Berlin.
- 1956: Picnic – Regie: Alexander Welbat. Theaterklub im British Centre West-Berlin.
- 1956: Ein Mann für Jenny – Regie: Peter Preses. Komödie am Kurfürstendamm Berlin.
- 1957: Die Hose + Ein Mann für Jenny + Ich brauche dich – Regie: John Olden. Südamerika-Tournee (Rio de Janeiro/Buenos Aires/Montevideo/Porto Alegre/Sao Paulo).
- 1959: Der Kaiser von Amerika – Regie: Willi Schmidt. Tournee.
- 1960: Cherie Noire – Regie: Peter Ahrweiler. Kleine Komödie Hamburg.
- 1961: Wolken sind überall – Regie: Harry Meyen. Komödie im Bayerischen Hof München.
- 1961: Prairie Saloon – Regie: Ilo von Jankó. Die Tribüne Berlin.
- 1961: Helden – Regie: Erik Ode. Komödie am Kurfürstendamm Berlin.
- 1965: Nur keine Blumen – Regie: Carl Heinz Schroth. Komödie im Bayerischen Hof München.
- 1970: The Boys in the Band – Regie: Harald Leipnitz. Theater in der Briennerstraße München.
- 1971: Meine Mutter, die Generalin – Regie: Joel Silberg. Junges Theater Tel Aviv und Theater in der Leopoldstraße München.
- 1972: Meine Mutter, die Generalin – Regie: Joel Silberg. St.Pauli-Theater Hamburg.
- 1972: Meine Mutter, die Generalin – Regie: Joel Silberg. Berliner Theater.
- 1972: Die Kinder Edouards – Regie: Christian Wölffer. Theater am Kurfürstendamm Berlin.
- 1973: Mirandolina – Regie: Paul Esser. Hansa-Theater Berlin.
- 1980: Schönes Weekend, Mr. Bennett – Regie: Heinz Wilhelm Schwarz. Tournee.
- 1988: Das Mädchen am Ende der Straße – Regie: Theodor Grädler. Tournee.

## Hörspiele
- 1953: Günter Jannasck: Zeuge Herbert Frey (Untersuchungsrichter Wolf) – Regie: Curt Goetz-Pflug (NWDR) – Erstsendung: 5. November 1953[6]
- 1956: Herman Wouk: Der Verräter (Dr. Allen Carr) – Regie: Curt Goetz-Pflug (SFB) – Erstsendung: 6. September 1956[7]